# Seria de Tratate ale Națiunilor Unite
Seria de Tratate a Națiunilor Unite este o colecție de tratate și acorduri internaționale care au fost înregistrate (sau depuse și înregistrate) și publicate de către Secretariatul General al Națiunilor Unite din anul 1946, în conformitate cu articolul 102 din Cartă. Seria include tratatele în limba/limbile naționale, împreună cu traducerile în engleză și franceză, după caz. 
Colecția conține în prezent, peste 158000 de tratate și au fost publicate în suport de hârtie în peste 2200 de volume. În prezent, UNTS este îmbunătățită, pentru a include cele mai recente volume publicate de birou.